# Las Cruces (Veraguas)
Las Cruces è un comune (corregimiento) della Repubblica di Panama situato nel distretto di Cañazas, provincia di Veraguas. Si estende su una superficie di 64,4 km² e conta una popolazione di 1.364 abitanti (censimento 2010).